# 戴季陶主义
戴季陶主义是孙中山1925年3月去世后以戴季陶为首的国民党右派对三民主义的阐释。

## 内容
1925年4月至7月间，他发表了《孙文主义文哲学基础的演讲词》、《民生哲学系统表并说明》、《孙文主义之哲学的基础》等，对三民主义进行阐释。戴季陶本人使用“纯粹三民主义”一词。在1925年5月廣州所開國民黨中央委員會第三次全體會議上，戴季陶提出要确定國民黨之“最高原則”。戴季陶提出了“三、三、一”的理论系统，即“三达德”（“智、仁、勇”）、“三达道”（“民族、民权、民生”）和“诚”（“决心”）。戴季陶主张，三民主義就是继承仁慈忠孝、繼承堯舜禹湯周孔的道統，国民党的宗旨是“發揚光大這種中國文化”，他又提出“民生哲学”或“民生主义”，反对阶级斗争。
有学者认为戴季陶主义融合了“佛教民族主义”、保守民族主义的内容。 经过戴季陶、蒋介石的阐释，三民主义出体现文化民族主义、文化保守主义特征。

## 评价
当时的中国共产党领导人瞿秋白、陈独秀对戴季陶主义持负面态度。
戴季陶主义引起了国民党右派的共鸣，为1927年的“清党”奠定了理论基础。
中国共产党在1926年末曾有一漫画，画中孙中山站在孔庙与世界公园之间，批语“孙（中山）本应在世界公园，戴（季陶）却想要他在孔庙”。